# William Mahony
William Mahony, né le 16 septembre 1949 à New Westminster, est un nageur canadien.

## Carrière
William Mahony participe aux Jeux olympiques d'été de 1972 à Munich et remporte la médaille de bronze dans l'épreuve du 4 × 100 m 4 nages avec Erik Fish, Bruce Robertson et Robert Kasting.